# Dillberg (Postbauer-Heng)
Dillberg ist ein Ortsteil des Marktes Postbauer-Heng im Oberpfälzer Landkreis Neumarkt in der Oberpfalz. 

## Geographie
Das Dorf liegt nordöstlich vom Hauptort Postbauer-Heng, südlich verläuft die B 8.

## Sender Dillberg
Der Sender Dillberg befindet sich knapp 400 Meter westlich vom Ortsrand auf dem 595 m hohen Dillberg.